# Chiesa di Santa Giustina (Vittorio Veneto)
La chiesa di Santa Giustina è un edificio di culto cattolico di Vittorio Veneto che si affaccia sulla piazza omonima in quello che era il Borgo Superiore, cioè l'estremità settentrionale della cittadina, zona oggi denominata Santa Giustina.

## Storia

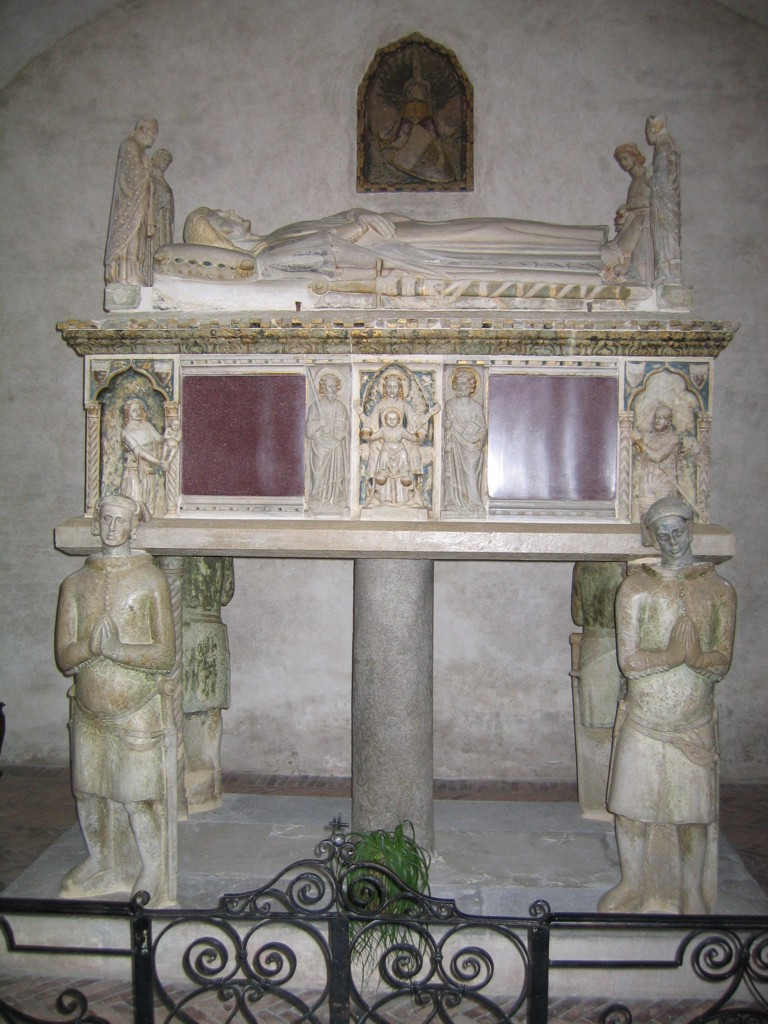
Monumento funebre a Rizzardo VI da Camino

Fu costruita nel 1227 per volontà di Gabriele III da Camino e fu dipendenza dell'abbazia di Follina, ma già nel 1228 veniva ceduta ai benedettini di Padova che vi insediavano un priorato. Tuttavia rimase legata ai Caminesi che, arricchendola con varie donazioni, l'avevano resa di fatto la loro cappella privata. Passato poi alle benedettine e alle agostiniane, dopo le soppressioni di Napoleone divenne succursale del duomo. Solo dal 10 dicembre 1947 è stata elevata a parrocchiale.
L'edificio, monumento nazionale, fu quasi completamente rifatto a fine Cinquecento. All'interno si trova il pregevole sepolcro di Rizzardo VI (ultimo signore di Serravalle prima dell'arrivo dei veneziani), realizzato fra il 1336 e il 1340. Interessante l'organo De Lorenzi.
Inoltre, sulla parete destra entrando dalla porta principale, si trova il monumento funebre del poeta Guido Casoni.